# Da se nađemo na pola puta
Da se nađemo na pola puta je 22. glazbeni album domaće pjevačice Nede Ukraden izdan 2009. godine za bosanskohercegovačku diskografsku kuću BN music, srpsku City Records i hrvatsku Hit Records (ali tek u veljači 2010. godine). 

## Popis pjesama - BN Music i City Records
- Da se nađemo na pola puta
(Dušan Bačić)
- Samo da te ne sretnem 
(Miroslav Rus, Mato Došen)
- Nježna i bezobrazna 
(Branimir Mihaljević, Fayo)
- On, pa niko 
(Franjo Valentić, Fayo)
- Od kad s tobom ne spavam 
(Miroslav Rus, Mato Došen)
- Kad sam kod kuće 
(Neda Ukraden/Dušan Bačić, Mato Došen)
- Naj, naj 
(Georgos Alkeos, Fayo, Branimir Mihaljević)
- Što mogu učiniti još za tebe 
(Miroslav Rus, Mato Došen)
- Ubit će me ova tuđina 
(Grigor Koprov, Neda Ukraden, Mato Došen)
- Živim, al ne uživam 
(Branimir Mihaljević, Fayo)

## Popis pjesama - Hit Records
- Da se nađemo na pola puta (3:20)
- Samo da te ne sretnem (3:04)
- Nježna i bezobrazna (3:06)
- Gdje god bio (3:25)
- On, pa ni'ko (3:13)
- Što ti sina nisam rodila (3:52)
- Otkad s tobom ne spavam (3:13)
- Kad sam kod kuće (3:22)
- Naj, naj (3:49)
- Što mogu još učiniti za tebe (3:31)
- Tužna sam ti majko (Ubit će me ova tuđina) (3:27)
- Ukraden si (3:43)
- Živim, al' ne uživam (3:28)

## O albumu
Iako je izdan u prosincu 2009. godine, neke od pjesama na albumu objavljene su nešto ranije - Naj, naj u ljeto 2008., Kad sam kod kuće u svibnju 2009. te Nježna i bezobrazna u rujnu 2009. One su prezentirane kao najavni singlovi nadolazećeg albuma, a s pjesmama Kad sam kod kuće i Nježna i bezobrazna Neda se natjecala na Hrvatskom radijskom festivalu te na Ohrid festu. 
Pjesma Naj, naj obrada je grčkog megahita To 'ksera (Na Na Na) iz 2006. godine, a autorska prava otkupljena su od izvođača zabavne glazbe Georgosa Alkeosa, dok su pjesme Samo da te ne sretnem, Od kad s tobom ne spavam i Živim, al' ne uživam obrade - prve dvije preuzete su od hrvatskog glazbenog sastava Baruni, dok je pjesma Živim, al' ne uživam bila već na Nedinom albumu Ljubomora s nešto drugačijim aranžmanom. 
Izdanje diskografske kuće Hit Records obuhvatilo je, pored pjesama s albuma Da se nađemo na pola puta, i pjesme s prijašnjih albuma koje nikad nisu objavljene na hrvatskom tržištu. Među tim pjesmama su pjesme Gdje god bio, Što ti sina nisam rodila i Ukraden si s albuma Nova Neda te pjesma Živim, al' ne uživam s albuma Ljubomora koja nema novi aranžman kao na albumu izdanom za BN Music i City Records.
Ipak pored svih pjesama koje su se našle na ovom albumu jedna je ostavila izuzetan trag na područje cijele regije, a i šire (zahvaljujući brojnim maturalnim putovanjima koji su je raširili po Europi), a to je naslovna pjesma Da se nađemo na pola puta koja je po popularnosti skoro dostigla Nedinu famoznu Zoru.

## Vanjske poveznice
- Album "Da se nađemo na pola puta" na HitRecords.hr
- Album "Da se nađemo na pola puta" na Discogs.com